# Filmová a televizní fakulta Akademie múzických umění v Praze
Filmová a televizní fakulta (ve zkratce FAMU) je jedna ze tří fakult Akademie múzických umění v Praze (DAMU, FAMU, HAMU). Její studenti jsou vzděláváni především pro profese spojené s filmem, fotografií, audiovizí, televizí, elektronickými médii i tradičními sdělovacími prostředky.

## Studium
Studenti z počátku studia procházejí společným programem, který je uvede do souvislostí všech oborů, které se na FAMU studují, zároveň se již profilují ve svých vlastních studijních oborech:
- animovaná tvorba
- audiovizuální studia
- dokumentární tvorba
- fotografie – studium v češtině a v angličtině
- kamera
- produkce
- režie
- scenáristika a dramaturgie
- střihová skladba
- zvuková tvorba
- cinema and digital media – studium v angličtině
- herní design

## Historie
Fakulta byla založena jako součást Akademie múzických umění 28. listopadu 1946. Šlo o pátou filmovou školu na světě – po Moskvě, Berlíně, Římu a Paříži. K zakladatelským osobnostem školy patřili fotograf a filmař profesor Karel Plicka, profesor Jaroslav Bouček a filmový kritik profesor A. M. Brousil. Ti dali škole do vínku sepětí umění s technickými a společenskými vědami, které užitečně posilovalo výuku po celou historii. Profesor Plicka byl prvním děkanem FAMU. První generace studentů, k níž patřili např. Ján Šmok a Ilja Bojanovský postupně jako pedagogové vytvořily na FAMU metodiku studia zaměřenou především na profesionální zdatnost. V době největších ideologických tlaků (50. a 70. léta 20. stol.) tak studenty do velké míry ušetřili deformací, které byly silné ve školách, kde v rámci systému tradiční ateliérové výuky dominovalo soustředění na samotné umění. Na přelomu 50. a 60. let se FAMU stala přirozeným centrem české nové vlny, která svými díly znamenala doposud nejvýraznější přínos světové kinematografii. Navzdory silnému ideologickému dohledu, který byl v době normalizace uplatňován na uměleckých vysokých školách, měla FAMU zaměřená na profesionalitu vždy značně liberální atmosféru. V roce 1975 zde vznikla za výrazného přispění Jána Šmoka samostatná Katedra fotografie (navázala na kabinet fotografie při Katedře filmové fotografie, která byla založena na počátku 60. let). 
Oblíbenému, ale přísnému pedagogovi Jánu Šmokovi, který byl i charismatickým vůdcem, se podařilo i v nejtužších normalizačních létech vytvářet liberální studijní prostředí. To se stalo živným podhoubím pro vývoj mnoha známých osobností.

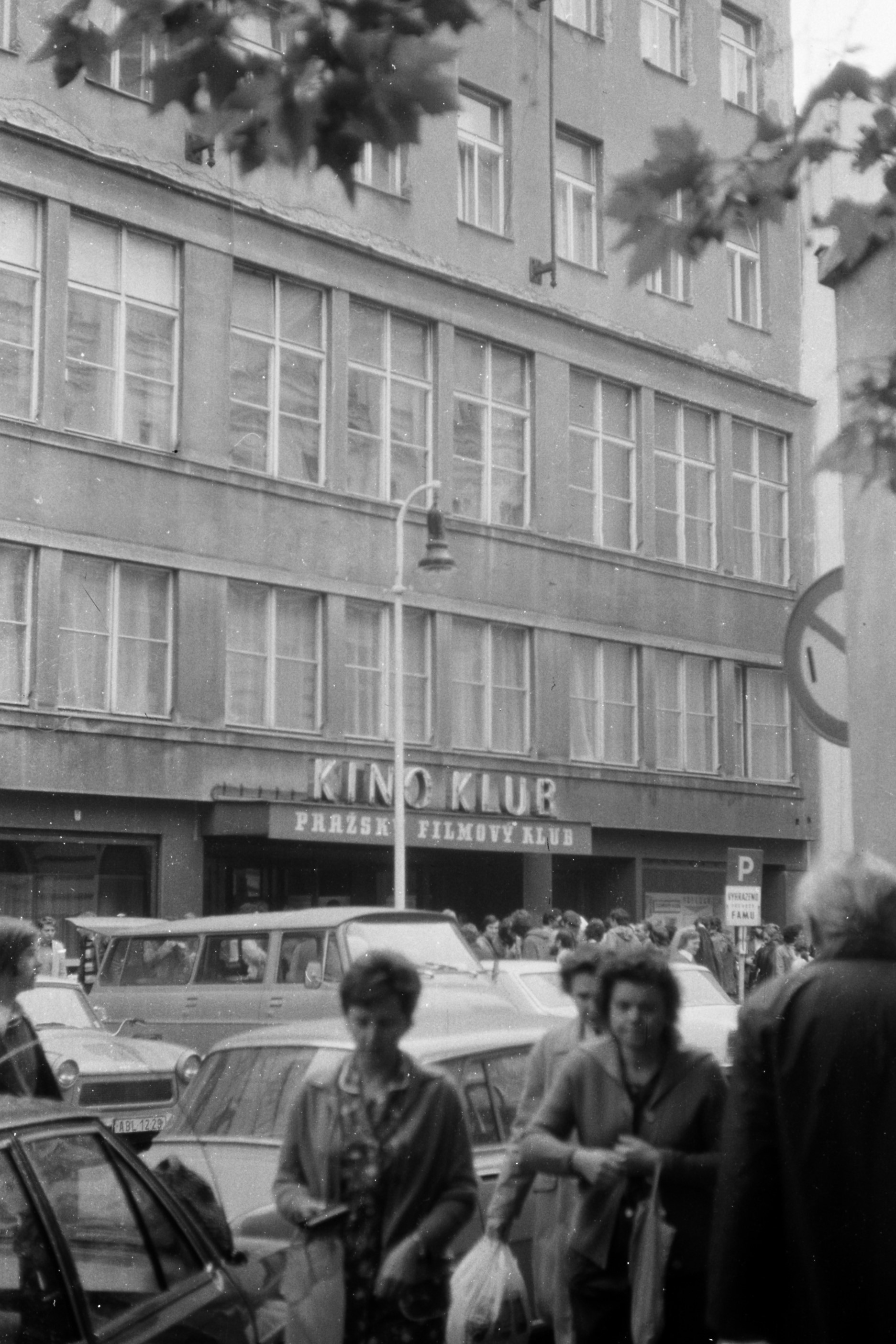
V tzv. Vančurově domě v pražské Klimentské ulici bylo první sídlo FAMU, po zisku Lažanského paláce je zde pouze školní studio. Fotografie Tomáš Fassati, 1972

Až do konce osmdesátých let 20. století byla úzce spjata se státně-monopolním filmovým a televizním průmyslem. Po roce 1990 se celá AMU transformovala ze státní na veřejnou vysokou školu. V současné době je plně zapojena do celoevropské sítě vysokých škol, které přijaly tzv. boloňskou dohodu, jež umožňuje větší propojení studia a mezinárodní stáže a studijní pobyty. FAMU má řadu partnerských škol také v USA, např. New York University, Emmerson College, CalArts, University of Miami, American University.

## Studium
Studijní plány FAMU stály od počátku na rovnováze mezi praktickými cvičeními a vzděláním univerzitního typu. Po roce 2002 prošla FAMU generační a koncepční proměnou, jejímž cílem bylo větší otevření školy jak uvnitř, mezi obory, tak směrem ven, zejména do zahraničí. Došlo k posílení vzdělávacího komponentu studijních plánů, zároveň se pro studenty rozšířily i možnosti tvorby praktických cvičení, zejména v tzv. vnitřním grantu. Na FAMU začali také v daleko větší míře hostovat čeští i zahraniční pedagogové a umělci jako Jean-Claude Carrière, Brendan Ward, Linda Aronson, Henry Hills, Béla Tarr, Bruno Dumont a mnozí další.
Díky americkému Trust For Mutual Understanding pořádá FAMU od roku 2005 série workshopů s nejvýznamnějšími experimentálními filmaři z USA. Filmy studentů FAMU, zejména absolventské projekty se často objevují v distribuční síti kin – např. Český sen Víta Klusáka a Filipa Remundy nebo Ztracená dovolená Lucie Králové. Studenti FAMU pořádají každý podzim soutěžní přehlídku FAMUfest, kde se nejširší veřejnosti představuje výběr filmů, které studenti FAMU v uplynulém roce natočili.
FAMU, stejně jako většina dalších uměleckých fakult, tradičně patří ke školám s nejvýraznějším rozdílem mezi počtem přihlášených a přijatých studentů. V přijímacím řízení však rozhoduje především talent uchazečů. FAMU pořádá dvakrát v roce den otevřených dveří, kdy je možné konzultovat s pedagogy na všech katedrách FAMU.
Od 90. let existuje v České republice řada studijních programů podobného zaměření na jiných veřejných vysokých školách a soukromých vyšších odborných školách (např. v Praze, Brně, Ústí nad Labem, Písku, Opavě, ve Zlíně).

## Vybavení fakulty a financování studia
FAMU sídlí od začátku 60. let v paláci Lažanských na Smetanově nábřeží 2, Praha 1. Kromě toho má ještě budovu Studia FAMU v Klimentské ulici 2, Praha 1, která je vybavena profesionální filmovou a televizní technikou, střižnami, míchací halou a postprodukčním oddělením. Studenti FAMU mají k dispozici klasickou filmovou techniku (16mm a 35mm) i moderní digitální snímací a postprodukční zařízení.  V 70. a 80. létech 20. stolerí měla škola k dispozici vlastní černobílé televizní studio v paláci ROXY na Starém Městě Pražském. Studenti fotografie mají k dispozici Studio Katedry fotografie a ateliéry jak v hlavní budově FAMU, tak v budově AMU na Malé Straně a v Berouně. Náklady na realizaci praktických cvičení jsou hrazeny z rozpočtu školy (tedy ze státního rozpočtu), a to až do výše, která je dána popisem těchto cvičení. Zahraniční studenti, kteří studují různých v programech v rámci katedry FAMU International, hradí své studium i svá praktická cvičení sami.

## Pedagogové
Mezi pedagogy patří především filmoví profesionálové a odborníci z oblasti filmové historie a teorie a nových médií. Mezí stávající pedagogy patří mimo jiné:
- Jaroslav Bárta
- Michal Bregant
- Martin Čihák
- Lubor Dohnal
- Edgar Dutka
- Jan Gogola ml.
- Vít Janeček
- Vít Klusák
- Viktor Kolář
- Aurel Klimt
- Marek Jícha
- Martin Mareček
- Pavel Marek
- Ivo Mathé
- Rudo Prekop
- Martin Řezníček
- Jaromír Šofr
- Ivo Trajkov
- Helena Třeštíková
- Alice Růžičková
- Jan Bernard

Mezi pedagogy FAMU patřila v minulost celá řada významných osobností české kinematografie a fotografie:
- Otakar Vávra
- Evald Schorm
- Miroslav Ondříček
- Jan Němec
- Drahomíra Vihanová
- Věra Chytilová
- Karel Vachek
- Jiří Menzel
- Dušan Klein
- Břetislav Pojar
- Jaromil Jireš
- Olga Sommerová
- Galina Kopaněvová
- Pavel Koutecký
- Jan Špáta
- Jiří Křižan
- Jiří Kubíček
- Ján Šmok
- Anna Fárová
- Pavel Dias
- Vladimír Birgus
- Jaroslav Kučera
- Karel Plicka
- Jaroslav Bouček
- Jindřich Štreit
- Pavel Štecha
- Jiří Všetečka
- Jaroslav Rajzík
- Antonín Braný
- Eva Zaoralová

Pedagogové FAMU, zejména Miloš Vojtěchovský, stáli u zrodu Institutu intermédií, který spoluzaložila AMU s Českým vysokým učením technickým. Institut Intermédií (IIM) vytváří od roku 2003 platformu pro mezinárodní spolupráci studentů a pedagogů technických a uměleckých oborů.

## Vedení fakulty
- PhDr. David Čeněk – děkan fakulty
- Bc. Karolína Kyselová – proděkanka pro studijní záležitosti
- Mgr. Jakub Korda, Ph.D. – proděkanka pro vědu a výzkum
- Mgr. Vít Schmarc, Ph.D. – proděkan pro vnější vztahy a rozvoj
- MgA. Mgr. Radim Procházka, Ph.D. – předseda akademického senátu

## Výběr studentů a absolventů
- Vladimír Birgus
- Jiří Brožek
- Josef Brukner
- Karel Cudlín
- Pavel Dias
- Zoran Đorđević
- Tomáš Fassati
- František Filip (režisér)
- Miloš Forman
- Saša Gedeon
- Rajko Grlić
- Věra Chytilová
- Agnieszka Holland
- Miroslav Hájek
- Juraj Jakubisko
- Vojtěch Jasný
- Pavel Juráček
- Jaromír Kačer
- Vladimír Körner
- Aurel Klimt
- Pavel Klusák
- Vít Klusák
- Josef Koudelka
- Pavel Koutecký
- Štěpán Kučera
- Emir Kusturica
- Goran Marković
- Pavel Marek
- Václav Marhoul
- Antonín Máša
- Sulejman Suki Medencevic
- Jiří Menzel
- Martin Štoll
- Helena Třeštíková
- Vladimir Ošust
- Václav Nývlt
- Goran Paskaljević
- Ivan Passer
- Halina Pawlowská
- Tomáš Polák
- Rudo Prekop
- Filip Remunda
- Anna Johnson Ryndová
- Martin Řezníček
- Robert Sedláček
- Karol Sidon
- Bohdan Sláma
- Örvar Þóreyjarson Smárason
- Karel Smyczek
- Jaroslav Soukup
- Vasil Stanko
- Tono Stano
- Karel Steigerwald
- Mirko Stieber
- Jiří Stivín
- Jan Svěrák
- Martin Štoll
- Martin Štrba
- Miro Švolík
- Zdeněk Troška
- Petr Václav
- Martin Vadas
- Karel Vachek
- Woody Vasulka
- Karl Vaughan
- Drahomíra Vihanová
- Jiří Víšek
- Tomáš Vorel
- Lordan Zafranović
- Zdeněk Zelenka
- Vladimír Židlický
- Peter Župník
- Ján Sebechlebský

Titulem doctor honoris causa AMU byli oceněni mj.:
- Václav Havel, 1996
- Miloš Forman, 1998
- Jan Švankmajer, 2003
- Otomar Krejča